# KrAZ-6322
KrAZ-6322 – ukraiński sześciokołowy wojskowy samochód ciężarowy o ładowności 10 t, zbudowany w układzie trzyosiowym 6x6, zaprojektowany przez przedsiębiorstwo KrAZ w 1994 roku. Ciężarówki te wykorzystywane były w Armii Ukraińskiej.
KrAZ-6322 jest rozwinięciem modelu KrAZ-260. Pojazd przeznaczony jest do transportu ładunków i ludzi w każdym terenie.

## Dane techniczne

### Silnik
- V8 14,86 l (14860 cm³) JaMZ-238DE2
- Moc maksymalna: 330 KM przy 2100 obr./min
- Maksymalny moment obrotowy: 1275 Nm przy 1100-1300 obr./min[3]

### Osiągi
- Prędkość maksymalna: 75-85 km/h (załadowany)
- Średnie zużycie paliwa: 39,0 l / 100 km

### Inne
- Przekładnia mechaniczna, 8-biegowa JaMZ-2381
- Promień skrętu: 13,5 m
- Koła: 530/70R21
- Ładowność: 10000 kg + 10000 kg (przyczepa)
- Prześwit: 370 mm[4]

## Użytkownicy
- [5]

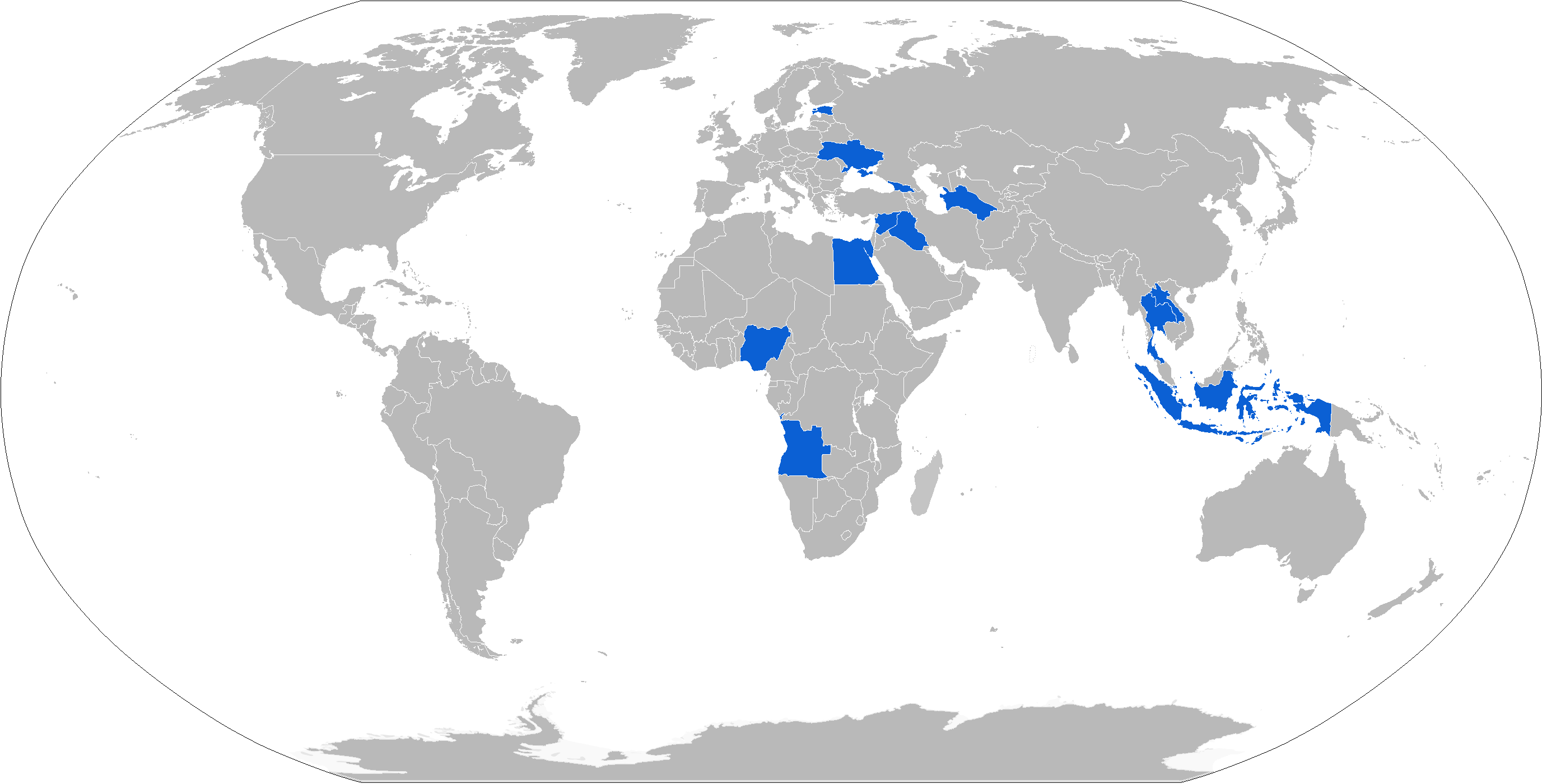
Kraje używające pojazdów KrAZ-6322 (zaznaczone na niebiesko)

- [5][6] – zamówione przez Egipskie Siły Zbrojne w roku 2012. Zostało dostarczone kilka tysięcy sztuk[7][8][9][10].
- – 4 pojazdy typu TMM-3M zostały zakupione w roku 2015 na potrzeby Sił Zbrojnych Estonii[11].
- – podstawowy pojazd transportowy Sił Zbrojnych Gruzji[5][6]
- – od 2008[12] 15 sztuk zostało zakupione przez indonezyjską Policję[13]
- [14]
- [6][5] – zamówione dla Sił Zbrojnych w czerwcu 2004 roku[15]. 2,150 zostało dostarczonych do Iraku do czerwca 2007 roku.[16]
- [5]
- – sprzedany Siłom Zbrojnym Nigerii[5][6]
- – 70 egzemplarzy sprzedano Siłom Zbrojnym Syrii
- – Zamówione w kwietniu 2013 roku dla Sił Zbrojnych Tajlandii[17]. Pierwsze egzemplarze dostarczono w październiku 2013 roku[18].
- [5][6] – przyjęte na uzbrojenie w 2006 roku. W lutym 2008 roku dostarczono pierwsze 15 sztuk[19][20]